# 鎮海火箭彈系統
鎮海火箭彈系統是國家中山科學研究院研發的遙控武器系統，由六組7聯裝2.75吋火箭發射管組成。該系統可依任務裝填不同種類的火箭彈，以滿足軍事與執法單位的需求。

## 發展
鎮海火箭彈系統在研發時結合了部分近程自動化防禦武器系統與紅隼反裝甲火箭的技術，並以「灘岸防禦火箭彈系統」的名義於2015年台北航太展展出。該次展覽中展出的系統上裝載12組7聯裝2.75吋火箭發射管，但因不符合軍種需求而未受青睞。此系統的發展於2018年海巡署公布「籌建海巡艦艇發展計畫（107–116）」時有了轉機。由於中華民國海軍對40公厘快砲有一定量的需求，無法供海巡艦使用，海巡署遂決定在安平級巡防救難艦及嘉義級巡防救難艦上採用艦載型灘岸防禦火箭彈系統以滿足兩型艦對火力的需求。
艦載型灘岸防禦火箭彈系統於海巡署600噸級巡防艦首艦交船時首次對外亮相，並被命名為「鎮海火箭彈系統」。由於海巡署沒有投射大量火力的需求，鎮海火箭系統僅裝有6組7聯裝火箭發射管，且在高爆、穿甲、散彈三種彈種外增加了可在空中滯留5分鐘以上的照明用火箭彈，以支援夜間大規模搜救任務。
由於首批鎮海火箭彈系統的基座高度較低，射擊角度較小，海巡署於第四艘600噸級巡防艦後開始採用改良型鎮海火箭系統。與前型相比，改良型系統採用了砲罩砲體一體成型的設計，且底座較高，可擴大火箭系統的射擊角度。

## 圖集

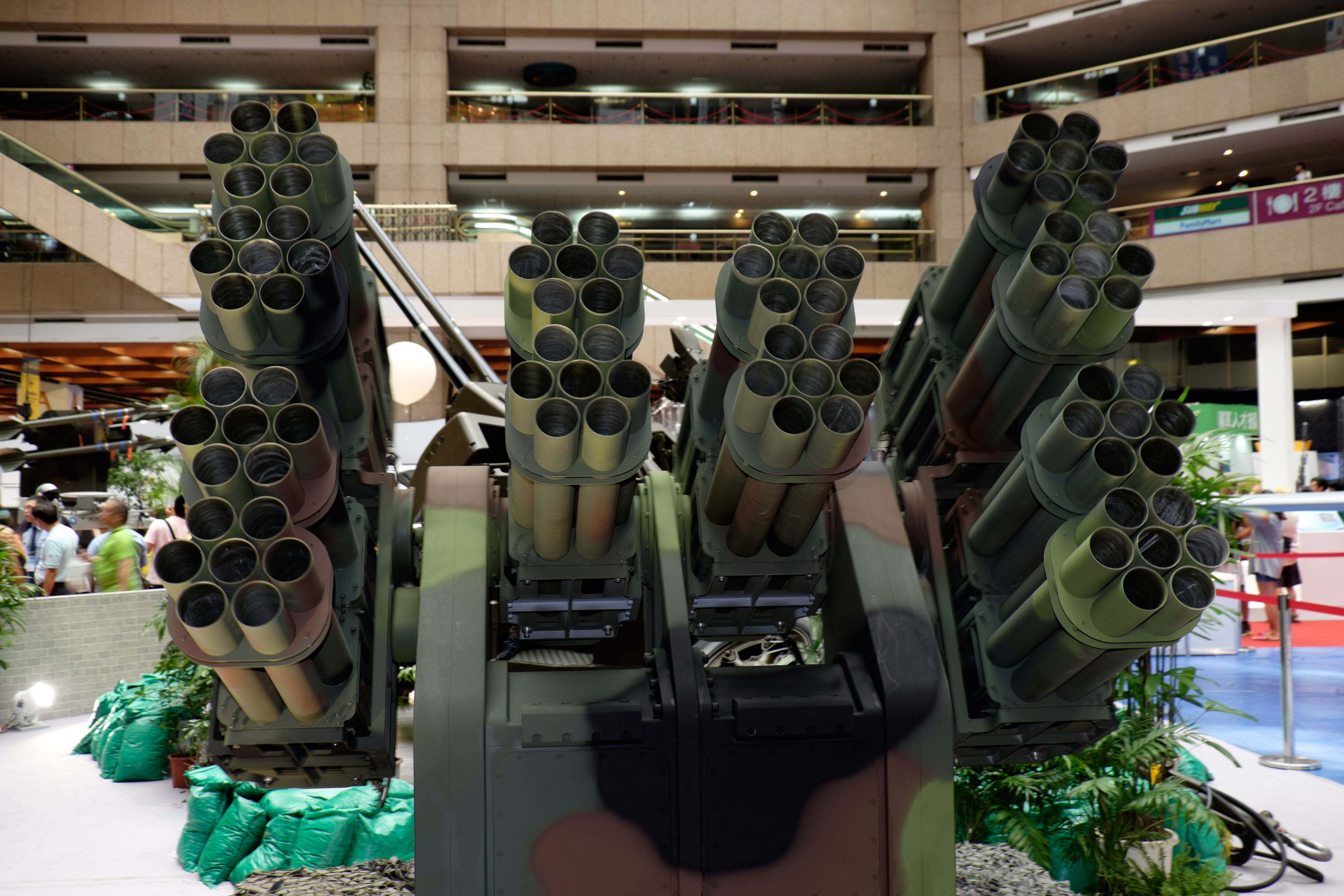
2015台北航太展上展出的原型灘岸防禦火箭彈系統
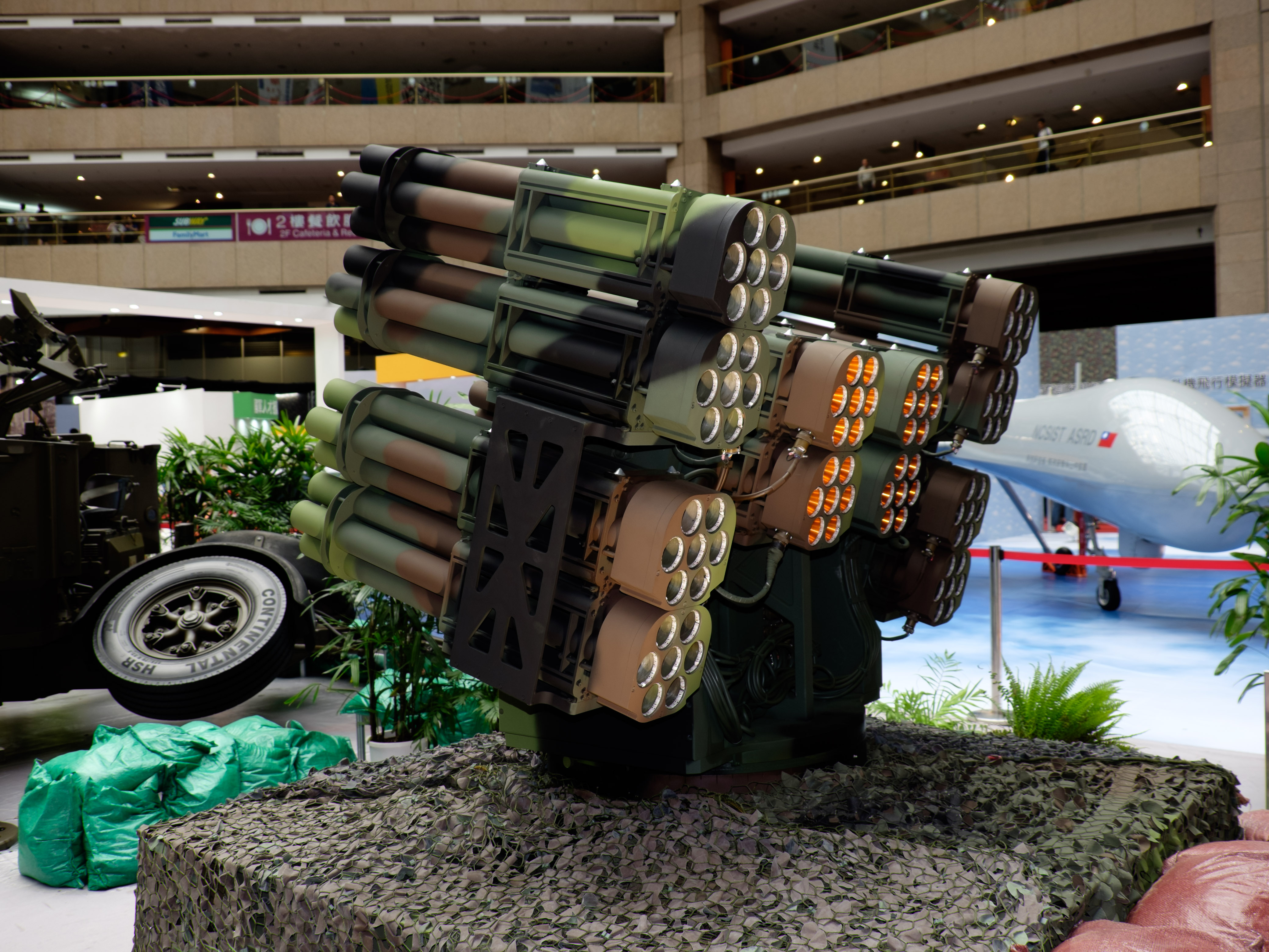
灘岸防禦火箭彈系統的後側
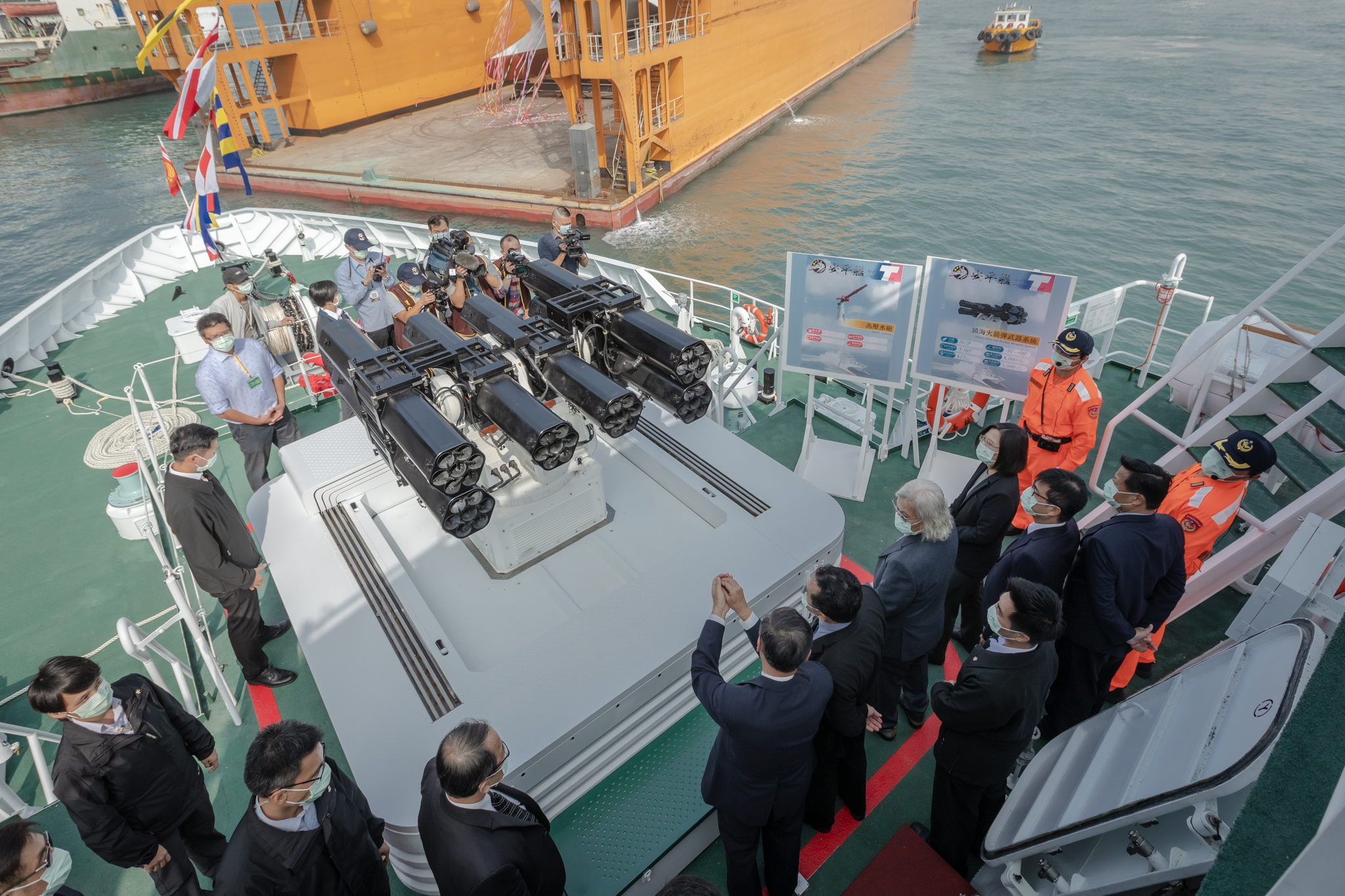
裝載於海巡署安平號巡防救難艦(CG-601)上的鎮海火箭彈系統
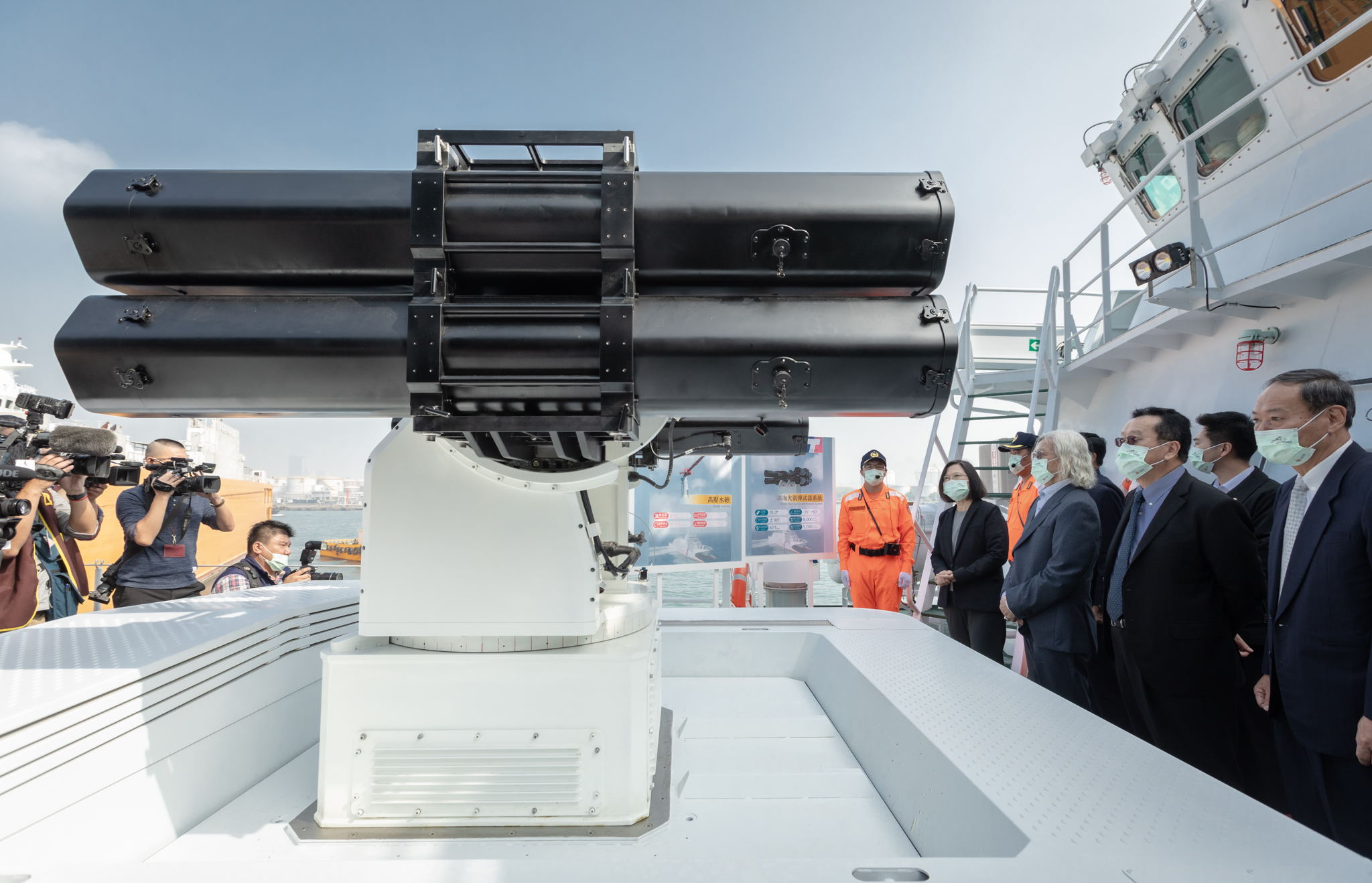
鎮海火箭彈系統的側面
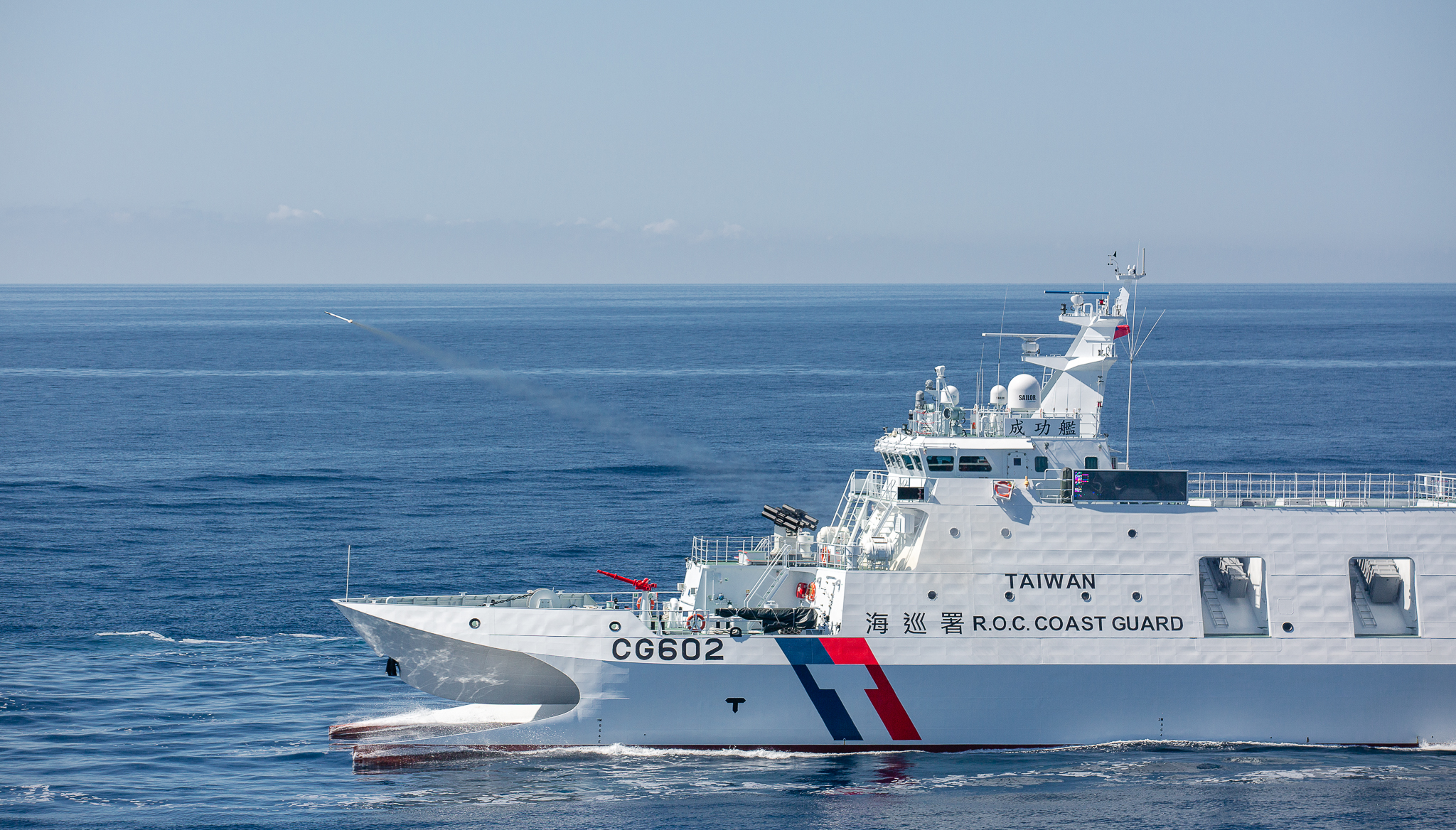
射擊鎮海火箭彈的成功號巡防救難艦（CG-602）